# Adlersparrefjorden
Adlersparrefjorden is een fjord van het eiland Nordaustlandet, dat deel uitmaakt van de Noorse eilandengroep Spitsbergen.
Het fjord is vernoemd naar marineofficier Axel Adlersparre (1812-1879).

## Geografie
Het fjord is zuidoost-noordwest georiënteerd en heeft drie takken. Het fjord heeft een lengte van ongeveer 10 kilometer en mondt in het noordwesten uit in het Duvefjorden. 
Een landtong van een halve kilometer breed scheidt het fjord van het oostelijker gelegen fjord Finn Malmgrenfjorden. De landtong verbindt het schiereiland Glenhalvøya met de rest van het eiland.